# Адам Лоренц фон Тьоринг-Щайн
Адам Лоренц фон Тьоринг-Щайн (на немски: Adam Lorenz Graf von Törring-Stein; * 10 август 1614, Щайн ан дер Траун, част от град Траунройт; † 26 август 1666, Пертенщайн, част от Траунройт в Горна Бавария) е епископ на Регенсбург (1663 – 1666).

## Живот
Той е син на граф Ладислаус Освалд фон Тоеринг (1566 – 1638) и втората му съпруга фрайин Мария Катарина фон Гумпенберг († 1662), дъщеря на фрайхер Албрехт фон Гумпенберг и фрайин Анна Маргарета фон Прайзинг. Роднина е на Алберт фон Тьоринг-Щайн (1578 – 1649), епископ на Регенсбург (1613 – 1649).
Адам Лоренц става на 30 януари 1639 г. свещеник в Залцбург. Той е протежиран от чичо си, Регенсбургския епископ Алберт IV, и става катедрален пробст в Регенсбург (1643 – 1663) и Залцбург. На 6 август 1663 г. е избран за епископ на Регенсбург. На 11 февруари 1664 г. той е помазан за епископ и започва службата си на 13 април 1664 г. Голяма част от времето си той прекарва в лов в дворец Пертенщайн и е заместван от вай-епископ Франц Вайнхарт (1617 – 1686).
Адам Лоренц фон Тьоринг-Щайн умира на 26 август 1666 г. в Пертенщайн и е погребан, както фамилията му, в манастир Баумбург, сърцето му в катедралата на Регенсбург.